# 1700 en architecture
| Années de l'architecture : 1697 - 1698 - 1699 - 1700 - 1701 - 1702 - 1703    |
| Décennies de l'architecture : 1670 - 1680 - 1690 - 1700 - 1710 - 1720 - 1730 |

Cet article présente les faits marquants de l'année 1700 en architecture.

## Réalisations
- Construction de la forteresse Castillo de San Pedro de la Roca à Santiago de Cuba.
- Construction de la cathédrale Saint-Pierre l'Apostlique à Frascati.
- Construction du premier bâtiment du Federal Hall à New York.
- Fin des travaux du palais Slushko à Vilnius.
- Lotissement de la rue du Bac à Paris (1700-1725).

## Naissances
- 12 mai : Luigi Vanvitelli († 1er mars 1773).
- 27 août : Carl Hårleman († 9 février 1753).
- Bartolomeo Rastrelli († 29 avril 1771).

## Décès
- 15 septembre : André Le Nôtre (° 12 mars 1613).
- ? : Christoffer de la Vallée (° 1661).